# Fausto Tardelli

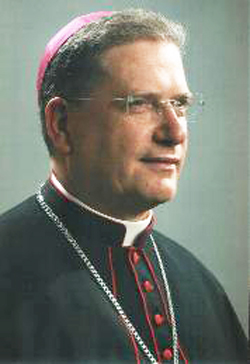
Bischof Fausto Tardelli

Bischofswappen

Fausto Tardelli (* 5. Januar 1951 in Lucca, Toskana, Italien) ist ein italienischer Geistlicher und römisch-katholischer Bischof von Pistoia sowie in Personalunion Bischof von Pescia.

## Leben
Fausto Tardelli war Seminarist am Almo Collegio Capranica und empfing nach seinem Studium der Katholischen Theologie und Philosophie am 29. Juni 1974 die Priesterweihe. Anschließend erwarb er das Lizenziat in Moraltheologie und wurde 1977 an der Päpstlichen Akademie Alfonsiana zum Dr. theol. promoviert. 2001 wurde er Kanoniker der Kathedrale von Lucca, kurz darauf Generalvikar des Erzbistums Lucca.
Papst Johannes Paul II. ernannte ihn am 6. März 2004 zum Bischof von San Miniato. Die Bischofsweihe spendete ihm am 2. Mai desselben Jahres der Erzbischof von Lucca, Bruno Tommasi; Mitkonsekratoren waren Erzbischof Paolo Romeo, Apostolischer Nuntius in Italien, und sein Amtsvorgänger Bischof Edoardo Ricci.
Am 8. Oktober 2014 ernannte ihn Papst Franziskus zum Bischof von Pistoia und bis zu seiner Amtseinführung in dieser Diözese am 8. Dezember desselben Jahres zum Apostolischen Administrator in San Miniato.
Fausto Tardelli ist seit 2018 Großprior der Statthalterei Italia Centrale Apenninica des Ritterordens vom Heiligen Grab zu Jerusalem.
Am 14. Oktober 2023 ernannte ihn Papst Franziskus unter gleichzeitiger Vereinigung des Bistums Pescia in persona episcopi mit dem Bistum Pistoia zusätzlich zum Bischof von Pescia. Die Amtseinführung in Pescia fand am 14. Januar des folgenden Jahres statt.